# Chacasina
La 'Chacasina' est une variété de pomme de terre sélectionnée au Pérou en 1995 pour permettre l'utilisation de semences vraies, c'est-à-dire de graines botaniques pour la production économique de plants (sous la forme de tubercules de petite taille) indemnes de maladies. Son nom se réfère à la ville de Chacas, chef-lieu de la province d'Asunción dans le centre-est du Pérou
Cette variété est un hybride résultant du croisement de la variété 'Yungay', créée en 1971, choisie pour ses qualités culinaires, avec un clone créé par le centre international de la pomme de terre (CIP), sélectionné pour ses qualités agronomiques (productivité élevée, précocité et résistance au mildiou).
Sa création résulte de la coopération d'un prêtre d'origine italienne, le père Ugo De Censi, et de la communauté des paysans de Chacas, dans le cadre de l'Opération Mato Grosso, d'une part, avec les techniciens du CIP, dans le cadre de recherches menées pour multiplier les pommes de terre par les graines et non par les tubercules, d'autre part. La production de graines est facilitée par la pollinisation croisée obtenue simplement en cultivant côte à côte les deux lignées, la mère, Yungay, mâle-stérile et le clone-père qui est un producteur prolifique de pollen.
Cette variété a permis d'obtenir des rendements exceptionnels dans des régions de haute altitude frappée par la sécheresse consécutive au phénomène El Niño et à des attaques de mildiou. Elle a été diffusée avec l'aide du CIP dans de nombreuses régions du Pérou.

## Origine génétique
'Chacasina' est issue d'un croisement entre 'Yungay', variété locale très populaire dans les Andes  centrales et une lignée sélectionnée par le Centre international de la pomme de terre (CIP) pour sa résistance au mildiou.
'Yungai', créée en 1971 dans le cadre du « Programme de la pomme de terre » (programa de papa) de l'Université nationale agronomique de la Molina (UNALM), résulte d'un croisement entre un hybride local (sous-espèce Solanum tuberosum sp. andigena) et une lignée américaine (sous-espèce Solanum tuberosum sp. tuberosum),.
| 'Sequoia' × 'Earlaine' USDA États-Unis, 1939, 1937 | 'Sequoia' × 'Earlaine' USDA États-Unis, 1939, 1937 | 'Sequoia' × 'Earlaine' USDA États-Unis, 1939, 1937 | 'Sequoia' × 'Earlaine' USDA États-Unis, 1939, 1937 | 'Sequoia' × 'Earlaine' USDA États-Unis, 1939, 1937 | 'Sequoia' × 'Earlaine' USDA États-Unis, 1939, 1937 |                                    |                                    | 'Huagalina' × 'Renacimiento' CIP Pérou, 1959 | 'Huagalina' × 'Renacimiento' CIP Pérou, 1959 | 'Huagalina' × 'Renacimiento' CIP Pérou, 1959 | 'Huagalina' × 'Renacimiento' CIP Pérou, 1959 | 'Huagalina' × 'Renacimiento' CIP Pérou, 1959 | 'Huagalina' × 'Renacimiento' CIP Pérou, 1959 |             |  |  |  |  |  |  |  |  |  |                         |                         |                         |                         |                         |                         |  |  |  |  |  |  |  |  |  |  |  |  |  |  |  |  |  |  |
| 'Sequoia' × 'Earlaine' USDA États-Unis, 1939, 1937 | 'Sequoia' × 'Earlaine' USDA États-Unis, 1939, 1937 | 'Sequoia' × 'Earlaine' USDA États-Unis, 1939, 1937 | 'Sequoia' × 'Earlaine' USDA États-Unis, 1939, 1937 | 'Sequoia' × 'Earlaine' USDA États-Unis, 1939, 1937 | 'Sequoia' × 'Earlaine' USDA États-Unis, 1939, 1937 |                                    |                                    | 'Huagalina' × 'Renacimiento' CIP Pérou, 1959 | 'Huagalina' × 'Renacimiento' CIP Pérou, 1959 | 'Huagalina' × 'Renacimiento' CIP Pérou, 1959 | 'Huagalina' × 'Renacimiento' CIP Pérou, 1959 | 'Huagalina' × 'Renacimiento' CIP Pérou, 1959 | 'Huagalina' × 'Renacimiento' CIP Pérou, 1959 |             |  |  |  |  |  |  |  |  |  |                         |                         |                         |                         |                         |                         |  |  |  |  |  |  |  |  |  |  |  |  |  |  |  |  |  |  |
|                                                    |                                                    |                                                    |                                                    |                                                    |                                                    |                                    |                                    |                                              |                                              |                                              |                                              |                                              |                                              |             |  |  |  |  |  |  |  |  |  |                         |                         |                         |                         |                         |                         |  |  |  |  |  |  |  |  |  |  |  |  |  |  |  |  |  |  |
|                                                    |                                                    |                                                    |                                                    | 'Yungai' UNALM / CIP (Pérou, 1971)                 | 'Yungai' UNALM / CIP (Pérou, 1971)                 | 'Yungai' UNALM / CIP (Pérou, 1971) | 'Yungai' UNALM / CIP (Pérou, 1971) | 'Yungai' UNALM / CIP (Pérou, 1971)           | 'Yungai' UNALM / CIP (Pérou, 1971)           |                                              |                                              |                                              |                                              |             |  |  |  |  |  |  |  |  |  | '104.12 LB' CIP (Pérou) | '104.12 LB' CIP (Pérou) | '104.12 LB' CIP (Pérou) | '104.12 LB' CIP (Pérou) | '104.12 LB' CIP (Pérou) | '104.12 LB' CIP (Pérou) |  |  |  |  |  |  |  |  |  |  |  |  |  |  |  |  |  |  |
|                                                    |                                                    |                                                    |                                                    | 'Yungai' UNALM / CIP (Pérou, 1971)                 | 'Yungai' UNALM / CIP (Pérou, 1971)                 | 'Yungai' UNALM / CIP (Pérou, 1971) | 'Yungai' UNALM / CIP (Pérou, 1971) | 'Yungai' UNALM / CIP (Pérou, 1971)           | 'Yungai' UNALM / CIP (Pérou, 1971)           |                                              |                                              |                                              |                                              |             |  |  |  |  |  |  |  |  |  | '104.12 LB' CIP (Pérou) | '104.12 LB' CIP (Pérou) | '104.12 LB' CIP (Pérou) | '104.12 LB' CIP (Pérou) | '104.12 LB' CIP (Pérou) | '104.12 LB' CIP (Pérou) |  |  |  |  |  |  |  |  |  |  |  |  |  |  |  |  |  |  |
|                                                    |                                                    |                                                    |                                                    |                                                    |                                                    |                                    |                                    |                                              |                                              |                                              |                                              |                                              |                                              |             |  |  |  |  |  |  |  |  |  |                         |                         |                         |                         |                         |                         |  |  |  |  |  |  |  |  |  |  |  |  |  |  |  |  |  |  |
|                                                    |                                                    |                                                    |                                                    |                                                    |                                                    |                                    |                                    |                                              |                                              |                                              |                                              |                                              |                                              | 'Chacasina' |  |  |  |  |  |  |  |  |  |                         |                         |                         |                         |                         |                         |  |  |  |  |  |  |  |  |  |  |  |  |  |  |  |  |  |  |